# 黑啄木鳥

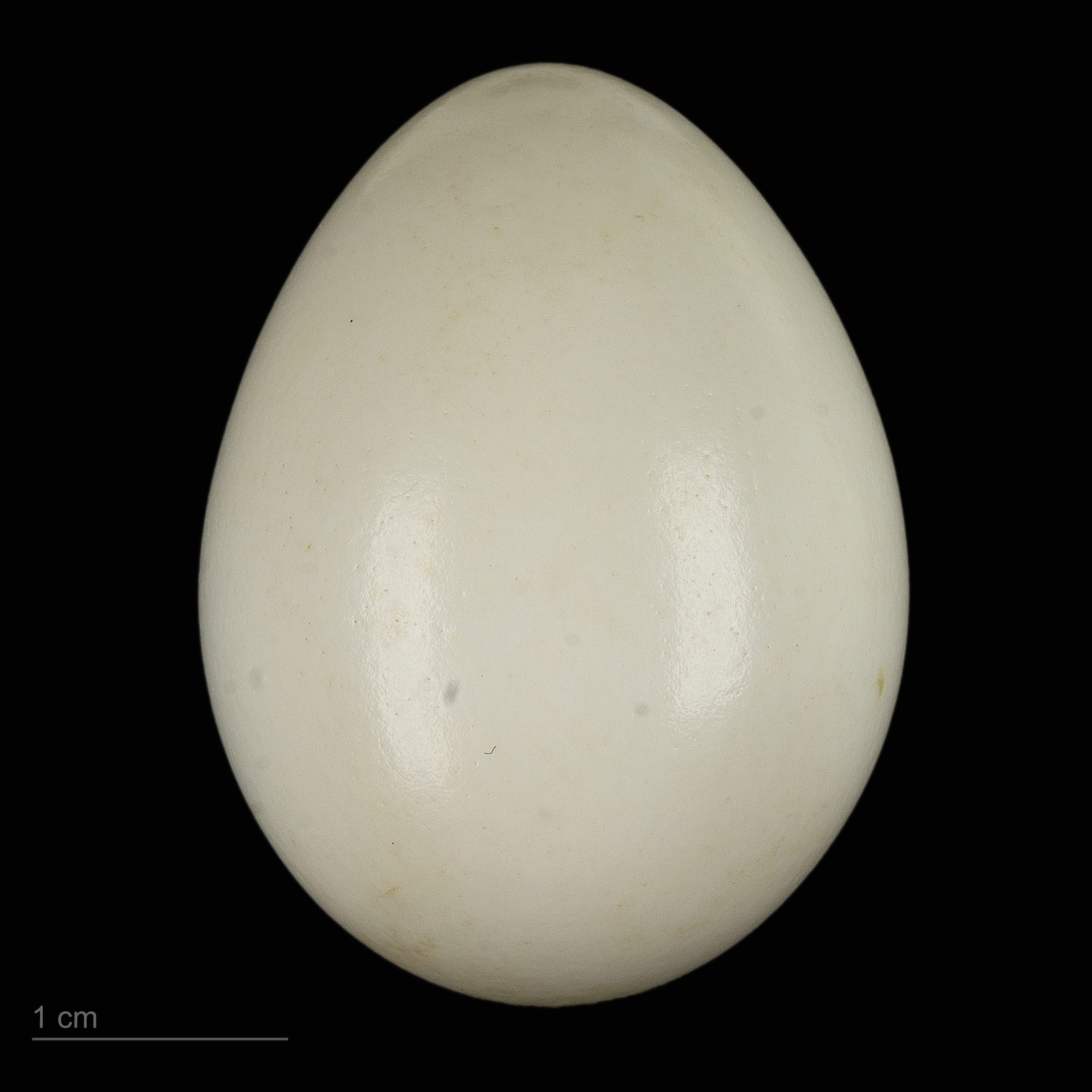
卵 Dryocopus martius pinetorum

黑啄木鳥（學名：Dryocopus martius）是一種大型的啄木鳥，體長40－46厘米，翼展可達67－73厘米。
生長於古北界北部的茂密森林內，也是這屬物種中唯一出沒於這區域的鳥種。這鳥分佈範圍廣泛，在歐亞大陸上不同地區也可發現其蹤影。此鳥不會進行遷徙。

## 外觀描述
除了喙部為紅色外，黑啄木鳥全身體羽均為黑色，因此十分容易於小嘴烏鴉相混淆。此外，雄鳥的整個頭部亦為紅色，而雌性則只有後頭有紅色，這些分別即使在幼鳥身上也顯而易見。直線飛行，與其他啄木鳥浮降式飛行法有所分別。每次能誕下4只或以上的鳥蛋。